# Alicia Ann Spottiswoode
Alicia Ann Spottiswoode   (Lauder, 24 de juny de 1810 - Lauder, 12 de març de 1900) Alicia Ann, Lady John Scott, va ser una compositora escocesa coneguda principalment per la melodia Annie Laurie, publicada l'any 1838 sobre el text del poeta del segle XVII William Douglas.
Scott va néixer a Spottiswoode, Scottish Borders, a l'antic Berwickshire. Era la filla gran de John Spottiswoode de Berwickshire i la seva esposa Helen Wauchope de Niddrie-Mains. El 16 de març de 1836 es va casar amb Lord John Douglas Scott, un fill del quart duc de Buccleuch, motiu pel qual va ser coneguda com a Lady John Scott. Després de la mort del seu marit l'any 1860 va reprendre el seu cognom de soltera Spottiswoode; Lady John Scott Spottiswoode. Va ser una defensora de la llengua, la història i la cultura tradicional escocesa, seguint el seu lema "Aferra't al passat". Annie Laurie es va publicar el 1838.
Scott va néixer i va morir a Spottiswoode, Scottish Borders, a l'antic Berwickshire el 12 de març de 1900. .
Va morir a Spottiswoode, Lauder, Berwickshire el 12 de març de 1900.

## Obra
Alguns dels seus treballs van ser els següents:
- Annie Laurie
- Katherine Logie
- Lammermoor
- Shame on Ye, Gallants!
- Etterick
- Your Voices Are Not Hush'd
- The Foul Fords
- Duris-Deer
- Think On Me
- "Within the Garden of My Heart"